# Republika Jukatanu
Republika Jukatanu – historyczne państwo na Półwyspie Jukatan, powstałe w wyniku secesji meksykańskiego stanu Jukatan.
Po centralizacji władzy w Meksyku w 1835 r. w kraju doszło do zamieszek w dotychczas autonomicznych terytoriach. W 1838 r. w Tizimín rebelianci ogłosili niepodległość Jukatanu. W 1840 r. zebrał się lokalny kongres, który uchwalił odłączenie się od Meksyku. W 1841 r. prezydent Meksyku Antonio López de Santa Anna wysłał emisariusza do Jukatanu, w celu porozumienia w sprawie powrotu Jukatanu pod władzę Meksyku. Santa Anna nie zgodził się jednak na ustępstwa w sprawie autonomii, wskutek czego Republika Jukatanu uchwaliła własną konstytucję.
W 1843 r. Santa Anna ogłosił blokadę morską Jukatanu, a następnie wysłał wojska na półwysep. Ostatecznie zawarto porozumienie, na mocy którego Jukatan powrócił w skład Meksyku na prawach samorządnej prowincji.
W 1845 r. rząd meksykański zniósł autonomię stanu, wobec czego 1 stycznia 1846 r. Jukatan ponownie ogłosił niepodległość. W 1847 r. doszło także do rewolty Majów przeciwko ludności latynoskiej zamieszkującej półwysep. W 1848 sytuacja była na tyle dramatyczna, że gubernator republiki wysłał prośby o pomoc do USA, Hiszpanii i Wielkiej Brytanii oferując przekazanie kraju pod rządy tego z państw, które zdusi rewoltę Majów. Ostatecznie zwrócono się o pomoc do rządu meksykańskiego. 17 sierpnia 1848 r. Republika Jukatanu powróciła w skład Meksyku.
Rewoltę Majów stłumiono dopiero w 1901 r., choć niektóre grupy utrzymały się do 1910 r.